# Józef Czech (drukarz)
Józef Czech (ur. 8 czerwca 1806 w Krzemieńcu, zm. 10 lutego 1876) – polski księgarz, drukarz. Od 1826 r. prowadził drukarnię w Krakowie, w której wydawał dzieła naukowe, literackie i kalendarze m.in. „Kalendarz Krakowski”.
Jego dziad, Jan, przybył do Polski z Granu (Ostrzyhomia) i ożenił się z siostrą generała Sowińskiego. Po śmierci w roku 1810 ojca Józefa, pierwszego dyrektora Gimnazjum Wołyńskiego, wdowa, Apolonia z Mączyńskich Czechowa powróciła w roku 1811 z dwoma synami: Józefem i Tomaszem (ur. 1810) do Krakowa, z którego patrycjatem łączyły ją liczne więzy pokrewieństwa. W następnym roku po powrocie wyszła za mąż za Józefa Mateckiego, również patrycjusza krakowskiego, który po swojej pierwszej żonie, Tekli z Raciborskich Greblowej, odziedziczył istniejącą od 1771 roku, jedną z największych ówczesnych księgarni i drukarni krakowskich Antoniego Ignacego Grebla. Matecki zmarł w 1819 roku, pozostawiając żonie księgarnię, w której po ukończeniu liceum św. Anny i wydziału filozoficznego Uniwersytetu Jagiellońskiego od 1820 roku praktykował jego pasierb, Józef. Od 1824 roku pomagał matce w zarządzie, w roku 1826 objął firmę w samodzielne posiadanie.
Księgarnia, która pod zarządem Mateckiego zaczęła się chylić do upadku, stała się jedną z poważniejszych firm nakładowych w Polsce. Tu wychodziły pisma najwybitniejszych krakowskich literatów i uczonych, jak J.S. Bandtkiego, Ambrożego Grabowskiego, Józefa Muczkowskiego, Żegoty Paulego oraz wielu innych. Tu drukował Józef Mączyński, brat żony Czecha, swoją Pamiątkę z Krakowa i inne utwory, popularyzujące podania i legendy krakowskie. Jednak najbardziej księgarnia była znana z kalendarza krakowskiego, sięgającego korzeniami XVI wieku. Czech wydał „Kalendarz gospodarsko-astronomiczny na rok Pański 1830… podług układu Franciszka Ksawerego Ryszkowskiego na południk krakowski, opracowany przez A. Z.”, ale dopiero od 1832 roku zaczął pojawiać się stale „Nowy kalendarz astronomiczno-gospodarski i domowy…” itd. W latach 1835–1848 nosił on prócz tego jeszcze tytuł: „Kalendarz Wolnego Miasta Krakowa”. Oprócz zwykłych wiadomości kalendarzowych mieściły się tu popularno-historyczne wiadomości, odnoszące się do przeszłości i zabytków Krakowa, którego Czech był gorącym miłośnikiem. Początkowo drukowano starymi czcionkami, czcionkami wieku XVIII, ale już w kalendarzu na rok 1841 pojawiły się nowe, gdyż w 1838 roku sprowadził Czech z Niemiec żelazną udoskonaloną prasę drukarską.
Księgarnia spełniała poniekąd także funkcje salonu literackiego, gdyż w godzinach południowych chętnie gromadzili się w niej przedstawiciele świata naukowego i literackiego Krakowa. Właściciel jej, ożeniony z Marianną Mączyńską, bardzo towarzyski i gościnny, prowadził też dom otwarty, zwłaszcza odkąd dorosły dwie córki, uchodzące za piękności krakowskie.
Wielkim ciosem dla Czecha stał się pożar Krakowa w 1850 roku. Księgarnia wtedy prawie doszczętnie spłonęła i już nie wróciła nigdy do dawnej świetności. Drukarnia nie została ponownie otwarta. Wychodził jeszcze wprawdzie kalendarz, ale już w innej drukarni, a ostatecznie w drukarni „Czasu”. W latach 1904–1918 kalendarz wychodził pod redakcją Towarzystwa Miłośników Historii i Zabytków Miasta Krakowa, nosząc stale w tytule nazwisko jego pierwszego wydawcy.
Czech, przygnębiony niepowodzeniem, usuwał się coraz bardziej od świata; nieszczęśliwe małżeństwo jednej z córek i śmierć drugiej złamały go ostatecznie. Umarł na atak serca 10 lutego 1876 roku. Pochowany na cmentarzu Rakowickim w Krakowie.
Spadkobierczynie, żona i córka, zamknęły księgarnię, sprzedając inwentarz za bezcen. Pierwszy szyld, jeszcze Greblowskiej księgarni i odznakę jej jako „uprzywilejowanej J.K. Mości” którą przechowywał Czech z pietyzmem z księgarni, ofiarowały gabinetowi archeologicznemu Uniwersytetu Jagiellońskiego. Bratanica Czecha, Aleksandra, zanotowała w pamiętniku w roku 1885, że stryj pozostawił rękopiśmienne Wspomnienia, które czytała z ciekawością i rozrzewnieniem, prawdopodobnie jednak zaginęły one po śmierci córki.
W Archiwum Narodowym w Krakowie znajduje się jego manuskrypt: Notaty historyczne dotyczące Krakowa.